# Jagdgeschwader 134
A Jagdgeschwader 134 Horst Wessel (JG 134) foi uma asa de caças da Luftwaffe entre 1936 e 1938 na Alemanha Nazi. Formada no dia 4 de Janeiro de 1936, foi-lhe dada o nome honorifico de Horst Wessel no dia 24 de Março. Esta asa tornar-se-ia, mais tarde, uma das principais asas de caças pesados da Luftwaffe, a Zerstörergeschwader 26.

## Comandantes
- Oberstleutnant Kurt-Bertram von Döring, 1 de Abril de 1936 – 1 de Novembro de 1938[2]